# Mikael Appelgren
Mikael Appelgren, kallad "Äpplet", född 15 oktober 1961, är en svensk bordtennisspelare som under 1980- och 1990-talet tillhörde världseliten. Han är numera tränare för elitserielaget Ängby/Spårvägen. Appelgren blev Europamästare i herrsingel tre gånger, vid första tillfället 1982 genom att slå landsmannen Jan-Ove Waldner i finalen. Han har kvalificerat sig till Europa Top 12 elva gånger och vunnit turneringen vid två tillfällen. Han har blivit svensk mästare i singel fyra gånger och har också ett flertal nationella och internationella framgångar i herrdubbel och i lagspel. Tillsammans med Jan-Ove Waldner, Jörgen Persson, Erik Lindh och Peter Karlsson tilldelades han Svenska Dagbladets guldmedalj för VM-segern i lag vid VM i Dortmund 1989.

## Klubbar
Mikael Appelgren började spela bordtennis för Wermlandsföreningen, VIK-47, men slog igenom på elitnivå när han spelade för Stockholms Spårvägars GoIF. Efter två proffssejourer i tyska Bundesliga i bordtennis spelade han för Ängby SK. 2008 gjorde han comeback i Elitserien för Stockholms Spårvägars GoIF och var länge obesegrad på Elitseriens andrabord och slutade till sist med en matchskillnad på 20-7.
Karriär
- Wermlandsföreningen (??-1974)
- Stockholms Spårvägars GoIF (1974-1980)
- Reutlingen, Tyskland (1980-1986)
- Ängby SK (1986-1996)
- Bad Honnef, Tyskland (1996-1997)
- TTK Würzburger Hofbräu, Tyskland (1997-1998, 1998-1999)
- Ängby SK (1999-2008)
- Stockholms Spårvägars GoIF (2008-??)

## Mästerskapsfinaler

### Världsmästerskap
- 1983 i Tokyo
  - Silver, lag
- 1985 i Göteborg
  - Guld, dubbel med Ulf "Tickan" Carlsson
  - Silver, lag
- 1987 i New Delhi
  - Silver, lag
- 1989 i Dortmund
  - Guld, lag
- 1991 i Chiba
  - Guld, lag
- 1993 i Göteborg
  - Guld, lag
- 1995 i Tianjin
  - Silver, lag

### Europamästerskap
- 1980 i Bern
  - Guld, lag
- 1982 i Budapest
  - Guld, singel
- 1986 i Prag
  - Guld, lag
  - Silver, dubbel med Ulf Carlsson
- 1988 i Paris
  - Guld, singel
  - Guld, dubbel med Jan-Ove Waldner
  - Guld, lag
- 1990 i Göteborg
  - Guld, singel
  - Guld, lag
- 1992 i Stuttgart
  - Guld, lag
  - Silver, dubbel med Jan-Ove Waldner

### Svenska mästerskap
- 1981 i Ystad
  - Guld, singel
  - Guld, dubbel med Jan-Ove Waldner
- 1982 i Katrineholm
  - Guld, singel
  - Silver, dubbel med Jens Fellke
- 1983 i Uppsala
  - Silver, singel
- 1984 i Trelleborg
  - Silver, dubbel med Mikael Frank
- 1987 i Borås
  - Guld, dubbel med Ulf Carlsson
  - Silver, singel
- 1988 i Stockholm
  - Silver, singel
- 1989 i Eskilstuna
  - Silver, singel
- 1991 i Malmö
  - Silver, singel
  - Silver, dubbel med Johan Fallby
- 1992 i Växjö
  - Guld, singel
  - Guld, dubbel med Jan-Ove Waldner
- 1993 i Landskrona
  - Guld, singel
  - Silver, dubbel med Jan-Ove Waldner
- 1994 i Helsingborg
  - Guld, dubbel med Jan-Ove Waldner
- 1996 i Karlskrona
  - Silver, singel
- 2001 i Uddevalla
  - Guld, dubbel med Fredrik Håkansson
  - Brons Singel

## Övrigt
Appelgren deltog säsongen 2019/2020 i frågesporttävlingen På spåret tillsammans med sportkommentatorn AnnaMaria Fredholm.